# XEmacs
XEmacs es un editor de texto que funciona tanto en modo gráfico como  consola y se ejecuta en cualquier sistema operativo Unix-like así como en Microsoft Windows.
Es un fork, desarrollado basándose en una versión de Emacs de los 80. Cualquier usuario puede bajar, usar y modificar XEmacs así como cualquier Software libre disponible  con la licencia  GNU.

## Historia
Entre 1987 y 1993 ocurrieron algunos problemas en el lanzamiento de una nueva versión de Emacs.
A fines de 1980, Richard P. Gabriel de Lucid Inc. quiso hacer que Emacs soportara el Energize C++ IDE. Para ello Lucid conformó un equipo para mejorar y extender el código, con la intención de que su nueva versión, lanzada en 1991, fuera parte de la versión 19 de Emacs. 
No obstante, a este equipo de desarrollo no le dio el tiempo para enviar sus cambios a la Free Software Foundation (FSF).
Lucid continuó desarrollando y manteniendo su propia versión de Emacs, mientras que la FSF lanzó la versión 19 de Emacs un año después, rechazando la mayoría de las nuevas funcionalidades.[cita requerida]
Cuando Lucid se fue de los negocios en 1994, otros desarrolladores tomaron la responsabilidad del desarrollo.
Compañías como Sun Microsystems quisieron seguir incluyendo Lucid Emacs; no obstante, usar la marca registrada  se volvió legalmente ambiguo, porque nadie sabía quien controlaría la marca "Lucid"; se acordó que la "X" en XEmacs representara el compromiso entre las partes que integraban el desarrollo de XEmacs.
XEmacs siempre se pudo ejecutar en terminales basadas en texto y en sistemas de ventanas distintos a X11. Los instaladores pueden compilar XEmacs y GNU Emacs con o sin el soporte de X. Por un tiempo, XEmacs también tuvo algunas funcionalidades en la terminal como Coloreado de sintaxis, que GNU Emacs carecía de ellas.
La comunidad del software generalmente se refiere a GNU Emacs, XEmacs (y editores similares) colectivamente o individualmente como emacs, ya que todos toman la inspiración del Emacs original.